# アベル (ストリートファイター)
アベル (Abel) は、カプコンの対戦型格闘ゲーム『ストリートファイターIV』シリーズなどに登場する架空の人物。
担当声優は高橋研二（日本語）、ジェイソン・リーブレヒト（英語）。

## 概要
『ストリートファイターIV』（以下『ストIV』と表記）で初登場。『ストIV』からの新キャラクターの中ではクリムゾン・ヴァイパーとともに最も早い段階で発表されたキャラクターの内の一人である。
『ストIV』のストーリーにおける重要人物の一人で、ボスキャラクターであるセスとも深い関係を持つ。『ストIV』のキャラクターセレクト時における初期カーソルは、従来シリーズのリュウではなくアベルに固定されているが、『ストリートファイターIII』のアレックスと違って、正式に主人公と設定されているわけではない。『ストIV』の準主役的な立ち位置のキャラクターとも紹介されている。

## キャラクター設定
秘密結社シャドルーの残党を追跡している、記憶喪失の白人男性。フランス出身の元・傭兵で、傭兵時代に習得したとされる総合格闘技を使う。逆三角形体型のたくましい肉体を持つ偉丈夫で、顔や全身には無数の傷跡があるほか、特定の技を使用すると眼球の色が反転するという特異体質を持つ。
アベルの中で最も古い記憶は「何者かによってどこかの施設から助け出される」というもので、その後は傭兵部隊の隊員として日々を過ごしていたが、あるとき部隊の隊長にして父親代わりでもあった男が事故死したことで天涯孤独の身になる。隊長からは度々「シャドルーには近づくな」と忠告を受けており、シャドルーが自分の過去になんらかの関係があると推測したアベルは、傭兵を辞め、一人旅立つことを決意する。
『スーパーストリートファイターIV』（以下『スパIV』と表記）では旅の中でシャドルーの下部組織・S.I.N社を巡る戦いを通じ、様々な出会いや発見をしたアベルだったが、自身の抱える謎をすべて解き明かすには至らなかった。アベルは落ち着いたらまた自身の過去を探す旅に出ると心に決め帰路につく。
アベルの正体は、シャドルーによるベガの代替ボディを遺伝子操作によって生み出す「リビング・インキュベータ計画」によって誕生した「素体」の内の1体である。アベルは「不良品」として他の素体とともに廃棄される予定だったが、その前にシャドルーの基地から助け出されたため事なきを得る。このときアベルを助けた人物は『ストリートファイターZERO』シリーズの登場人物・ナッシュであり、アベルを保護した傭兵部隊の隊長はその友人である。
『ストリートファイターV』（以下『ストV』と表記）ではプレイヤーキャラクターではないものの、ガイルのストーリーに登場しているほか、ラシードのストーリーでも「旧シャドルー四天王のサガットを山奥で目撃した」とラシードのソーシャルメディアに送信している。また、『ストV』ではS.I.N社は壊滅したことになっている。
『ストV』のゼネラルストーリーではシャドルー基地への潜入任務にあたっており、基地内部からガイルたちをサポートするが、サイコパワーの影響を受け暴走してしまう。最終的には神月邸で出会った「継ぎはぎの男」にサイコパワーを吸収されたことで救われるが、その男こそがかつて自分を救ったナッシュであったことを知ることになる。
客演作品の『ストリートファイター X 鉄拳』（以下『ストクロ』と表記）では、あるとき南極に飛来した「箱」を巡り、シャドルーが暗躍しているという情報を得たアベルは、かつての旅で知り合ったガイルに協力を申し出て、潜入任務に同行。結局自身の記憶の手がかりは得られなかったが、かねてからの念願であったクマとの触れ合いや宇宙人との邂逅などの貴重な体験をすることとなる。

### 外見・人物
外見は金髪で碧眼。短く刈り上げたソフトモヒカンヘアに、彫りの深い顔つきと高い鼻が特徴。青い柔道着に白のスパッツ、およびグローブとキックレガースを身につけており、スパッツと胴着の肩から袖にかけたサイド部分には、赤・白・青のフランス国旗と同色のラインが入っている。
険のある顔つきや強面な外見とは裏腹に、丁寧で礼儀正しく生真面目。また、好奇心や他者への関心が強く、動物好きの一面もあるなど人間味溢れる性格をしている。また、家族を持つことに憧れており、今までは軍隊生活で飼うことができなかったが、後に白い子犬を家族として迎えている。
オリジナルアニメーション『ストリートファイターIV 〜新たなる絆〜』ではラストシーンにおいて、革ジャンにジーンズ姿で一瞬登場しており、その際にセスとの関連性を匂わせる演出がなされている。
『ストV』のゼネラルストーリーの潜入任務時はシャドルー下級兵の恰好をしていたが、負傷し治療を施された際は『ストIV』のデフォルトのコスチュームと同じ色合いの青いTシャツと白い短パン姿で過ごす。
『ストクロ』の通常アレンジコスチュームはアベルとセスが合成されたような奇怪なデザインの姿になっている。
2009年3月に発売された「ストリートファイター アート・コミック・アンソロジー」では、ゲリラ部隊の司令官としてミリタリールックに身を包んだ姿や、学園内の購買部にて縫い物に勤しむ姿を見ることができる。

### 他のキャラクターとの関係
アベル自身がシャドルーの追跡を目的としているため、シャドルーに関わる人物とは接点が多い。
ナッシュ
『ストIV』本編から5年前、アベルを助け出した人物。アメリカ空軍に所属しシャドルーの調査を行っていたが、その後行方不明になっている。
ゲーム内ではその存在を匂わせる程度に留まり、アベルを助け出した人物が誰であるかは明らかにされていなかったが、その後、アーケード版稼動から約1年後公式ブログの記事において正式にナッシュであることが明かされている。
『ストV』ではすでに死亡していたことが判明したが、継ぎはぎだらけの姿で復活し、結果的に再びアベルを救うことになる。アベルはナッシュの姿を見たことはなく、ガイルがナッシュを名前で呼んだため初めて姿が確認できた。
ガイル
シャドルーを追うアメリカの軍人。アベルを助けた男・ナッシュの親友。
アベルはガイルの使用する「ソニックブーム」に見覚えがあり、同じ技を使う男を知っていると語った。最初はガイルをスパイではないかと警戒していたアベルだったが後に和解し、共闘することとなる。
また『ストクロ』ではアベルのタッグパートナーを務め、ともに南極へ向かう（ソルジャータッグ）。
春麗
シャドルーの首領・ベガによって父親を奪われた過去を持つICPOの女性捜査官。
アベルの協力者の一人で、アベルとともにS.I.N社の調査を開始する。
ザンギエフ
アベルが気に入っているプロレスラー。
世界格闘大会に参加し、試合を通じてアベルと交流を持つ。また、彼も結果的にシャドルー関係者で『ストIV』の黒幕でもあるセスに関わることになる。
『ストV』ではサイコパワーに飲まれたアベルを取り押さえるのに一役買っている。
フェイロン
アベルが気に入っているアクション映画俳優。
映画製作を妨害する犯人を捜索しているうちに、アベルと遭遇して勝負することになる。後に映画製作を妨害しているのがセスであることを知る。
セス
『ストIV』の最終ボスにしてシャドルー関係者。
アベルと同じ顔、同じ体格をした謎の人物。セスはアベルの出生や過去を知る人物の一人で、アベルを「逃げた素体」「ナンバーも持たぬ不良品」と呼び敵視している。
2人の関係についてもナッシュと同様にゲーム内では具体的な設定は明かされなかったが、前述したブログの記事により、2人はベガの代替ボディとして人為的に生み出されたクローン人間の一人であり、同じ遺伝子を持つ兄弟であることが発表された。対戦中、アベルの瞳の色やセスの体色が変化することがあるのも両者の関係を裏付ける共通点の一つである。

## ゲーム上の特徴
打撃技とコマンド投げの両方を持ち、接近戦を主体とするパワータイプのキャラクター。飛び道具は持たないものの移動技や素早いダッシュを持ち、自分に有利な間合いに持ち込むのは得意。体力も比較的高めなことから、目立った弱点がないバランスの取れた性能を誇る。
使用する技は中段・下段判定のものを多く持ち、相手のガードを揺さぶりつつ、隙を見てコマンド投げを決める戦法を得意とする。また、高い性能をもつウルトラコンボ（UC）を所持しているのも強みの一つ。

## 技の解説

### 投げ技
内股投げ
掴んだ相手の足を勢い良く払って、その場に叩きつける。
体落とし投げ
相手を背負うように掴み、足を振り上げながら後方へ叩きつける。

### 特殊技
前蹴り
脚を突き出すようにして蹴る。技の動作は通常技の近立中Kと同じだが、細かい性能が異なる。
ヒット後はダッシュで自身の硬直をキャンセル可能で、素早く相手に接近できる。
『ウルトラストリートファイターIV』（以下『ウルIV』と表記）オメガエディションでは削除されている。
腓腹蹴り（ひばらげり）
『ウルIV』オメガエディションで使用。通常版のしゃがみ中キックが昇格したもの。しゃがみ中キックは「チェンジオブディレクション」の「セカンドロー」の動作に変更された。
バックハンドナックル
『ウルIV』オメガエディションで使用。「チェンジオブディレクション」の「セカンドミドル」の動作のみを行う。
オーバーハンドフック
『ウルIV』オメガエディションで使用。「チェンジオブディレクション」の初段の攻撃のみを行う。
落とし掌打（おとししょうだ）
『ウルIV』オメガエディションで使用。空中で掌低打ちを斜め下に放つ。空中弱パンチが表裏反転した動作。
マルセイユローリング
『ウルIV』オメガエディションでは起き上がりと同時に前転する技となっている。

### ターゲットコンボ
近距離弱パンチ→弱パンチ
近距離弱パンチ→遠距離中パンチの動作による連撃。
近距離中パンチ→中パンチ
近距離中パンチ→遠距離弱パンチの動作による連撃。
近距離強パンチ→強パンチ
近距離強パンチ→回し肘打ちによる連撃。相手をダウンさせる性能を持つ。

### 必殺技
チェンジオブディレクション
始動技のパンチから打撃のコンビネーションに移行する多段技。「チェンジオブディレクション」は単発の上段攻撃だが、発動後の追加入力で2段目の「セカンドミドル」か「セカンドロー」、3段目の「フィニッシュミドル」か「フィニッシュロー」へ派生可能。「ミドル」系と「ロー」系で技の性質が変化するため、派生技を組み合わせることで相手のガード方向を翻弄したりコンボにしたりすることができる。
EX技として発動するとセービング属性が付き、相手の攻撃を受けても一回だけなら怯まずに技を繰り出すことが可能（ハイパーアーマー）。
セカンドミドル / セカンドロー
「チェンジオブディレクション」から派生。
「セカンドミドル」は弧を描くように振り下ろす裏拳で、しゃがみガード不能の中段判定で発生が速い。
「セカンドロー」は立ちガード不能の下段判定である回し蹴りで威力が高い。
技後は追加入力で下記の「フィニッシュミドル」か「フィニッシュロー」に派生可能。
フィニッシュミドル / フィニッシュロー
「セカンドミドル」「セカンドロー」から派生。打撃投げ扱いでヒット時はダウンを奪えるが、一般的な投げ技と違ってガードは可能である。
「フィニッシュミドル」は懐に潜り込んで相手を掴み、後方に投げ飛ばす。
「フィニッシュロー」は、足を掴み持ち上げダウンを奪う。

グラップリング
『ウルIV』オメガエディションで「チェンジオブディレクション」と差し替えられた必殺技。弱中強で多種類の掴み技を繰り出す。
弱…「フィニッシュミドル」の動作。
中…「フィニッシュロー」の動作。
強…「無心」の動作で画面端まで相手を運び、壁に叩きつけ回し肘打ちを繰り出す。
スカイハイトルネード
EX版「グラップリング」。「フィニッシュロー」の動作で相手を空中に投げ飛ばし、高く飛び上がりながらの「EXスカイフォール」を放つ。

ホイールキック
浴びせ蹴りに似た技。体をひねりながら前方に飛び込み、振り下ろすようにしてカカト落としを放つ。
中段技でしゃがみ状態の相手はガードできないほか、アーマーブレイク属性も持つ。（弱）（中）（強）の順に移動距離が伸びる。
攻撃判定が大きく、一部シリーズでは飛び道具を避けながら攻撃したり空中の相手を打ち落としたりすることも可能。
マルセイユローリング
前転して受身を取り、素早く起き上がる移動技。いわゆる緊急回避的な技で攻撃性能はない。
飛び道具などをくぐり抜けつつ接近したり、相手の後方へ回り込んだりすることが可能だが、動作中は完全に無敵というわけではない。
『ウルIV』オメガエディションでは特殊技になり、起き上がり時のみ使えるようになった。
スカイフォール
対空の投げ技。腕を前方上空に素早く突き出し、空中の相手が触れるとそのまま掴んで地面へ叩きつける。
空中にいる相手にのみ有効な対空専用技で、地上にいる相手はつかむことができない。
EX版は、相手を掴んだ後の動作が、背負い投げの体勢で自分も跳躍し、相手の身体の上にのしかかるようにして地面に叩きつける技に変化する。
トルネードスルー
相手の襟元を掴んで持ち上げ、頭上で大きく振り回してから地面に叩きつける投げ技。
地上にいる密着状態の相手にのみ決まるコマンド投げで、一部の作品を除いて掴み動作中に相手の投げに対して無敵時間が存在する。（弱）（中）（強）の順に威力と相手を振り回す回数が増加する。
EX版はつかみ動作中、打撃に対して無敵になる。
ショルダータックル
『ストクロ』で実装され、『ウルIV』オメガエディションでも使用する。身をかがめ地面を叩き、前方に勢いよく突進し体当たりを繰り出す。
動作の元はセービングアタックで、移動距離が長くヒット時は相手を吹っ飛ばす。EX版はヒット時に壁バウンドを誘発でき、空中追撃が可能。
『ストクロ』ではスーパーチャージ対応技で、最大まで溜めると「無空」に移行可能。
『ウルIV』オメガエディションでは最大まで溜めるとアーマーブレイク属性になり、EX版は空中の相手に当てても壁バウンドしない。
ショルダータックルキャンセル
ショルダータックルを溜めている途中パンチボタンで動作をキャンセルできる。

### スーパーコンボ
無心（むしん）
両腕を大きく広げて構えを取った後、タックルを仕掛ける打撃投げ。ヒット時は相手を押さえ込んだ状態で画面端まで突進。相手を壁に叩きつけた後、パンチのラッシュを浴びせかけてから相手を掴んで「EXスカイフォール」を放つ。
技の性質上、技後は画面端に近い位置でバトルが再開されるのが特徴。投げ技ではないためガードは可能だが、打撃判定のため連続技に組み込むことができる。『ストクロ』では「クロスアーツ」に使われている。
開発当初は現在のものと技の性質が異なり「チェンジオブディレクション」と同モーションの大振りのパンチを打ち出し、これがヒットすると連続打撃に移行してから「トルネードスルー」を決めるという内容だった。これらの動作は「無我」にその一部が組み込まれている。

### ウルトラコンボ
UC1 - 無我（むが）
絶叫するとともに突進し、最初の一撃が決まると強力な連続攻撃へ移行する打撃投げ。前方へ高速移動した後、ボディブローを放ち、これがヒットすると雄叫びを上げながらパンチとキックのラッシュを叩き込んでから「トルネードスルー」と「EXスカイフォール」を組み合わせた強力な投げ技を決める。なお、技の動作中は眼球の色が白黒反転してセスのような瞳に変化する。
リーチが長く、移動中は飛び道具をすり抜けることができる高性能な技である。
UC2 - 無空（むくう）
『スパIV』の新技で、ウルトラコンボ・IIとして実装。移動距離の長い突進タイプの投げ技。
技が発動すると姿勢を低くして構えを取った後、前方に向かって勢いよく突進し相手につかみかかる。つかむのに成功すると、竜巻とともに相手を上空へ放り投げてから空中でキャッチし、落下すると掴みながら後方に数回転し、壁に放り投げ、叩きつける。
『ストクロ』では相手を空中でキャッチするとそのまま地面に叩きつけてフィニッシュとなる。
一部シリーズでは動作中ハイパーアーマー（セービング）状態になり、一度だけなら相手の攻撃を受けても技を止められることなく攻撃を仕掛けることが可能。また、ボタンを押し続けることで突進のタイミングを遅らせることもできるほか、追加入力で技そのものを中断できる。

## その他
- 初期の構想では「フランス人の柔道家」と「柔よく、剛を制す」というコンセプトを基に製作される予定で、キャラクターデザインも「小柄で女の子に間違われそうな少年」という、現在とは異なるデザインだった[9][注 3]。
- 対戦相手に敗北したときにアベルが発する「体がーっ！」という独特の悲鳴が稼動初期にプレイヤー間で話題を呼び[10][1]、アベルの代表的な台詞の一つとして定着している[注 4]。

## 登場作品
- ストリートファイターIVシリーズ
- ストリートファイター X 鉄拳